# Хорватські збройні сили
Хорватські збройні сили (хорв. Hrvatske oružane snage) — військове формування, засноване фашистським режимом Анте Павелича в Незалежній Державі Хорватія. Створене 1944 року шляхом об'єднання Хорватського домобранства («домобрани») та Устаської войниці. 
Реорганізовані в листопаді 1944 року, об'єднавши підрозділи усташів і домобранів у вісімнадцять дивізій, що складалися з 13 піхотних, двох гірських, двох штурмових і однієї запасної хорватської дивізії, кожна зі своєю власною органічною артилерією та іншими підрозділами підтримки. Було також кілька бронетанкових частин, оснащених наприкінці 1944 р. двадцятьма Pz III N і п'ятнадцятьма Pz IV F та середніми танками H. З початку 1945 року хорватські дивізії були розподілені між різними німецькими корпусами і до березня 1945 року вони утримували Південний фронт. Тилові райони охороняли близько 32 000 службовців хорватської жандармерії (Hrvatsko Oružništvo) у складі 5 поліційних добровольчих полків плюс 15 окремих батальйонів, оснащених стандартною легкою піхотною зброєю, включаючи міномети.
Наприкінці березня 1945 року армійському командуванню стало очевидним, що, хоч фронт і тримався, вони кінець кінцем будуть розгромлені через банальну нестачу боєприпасів. З цієї причини було ухвалено рішення відступити через кордон в австрійську частину нацистської Німеччини, щоб здатися британським військам, які просувалися з Італії на північ.

## Хорватська жандармерія
Хорватська жандармерія (Hrvatsko Oružništvo) утворилася 30 квітня 1941 року як сільська поліція під керівництвом генерал-майора Мілана Міслера. До вересня 1943 року в сімох обласних полках налічувалося 18 тис. чоловіків. Їх було розділено на 23 сотні (по одній на округу плюс одна для Загреба). Сотні поділялися на 142 районні чоти, кожна з яких мала кілька постів. На початку 1942 року для антипартизанських операцій у Славонії було створено трибатальйонний об'єднаний жандармський полк, у липні перейменований на «Петринську бригаду». 1945 року дванадцять окремих поліційних добровольчих батальйонів сформували «Хорватську жандармську дивізію».

### Похідні порядки наприкінці 1944 року
- 1-ша охоронна дивізія вождя
- 1-ша хорватська штурмова дивізія
  - Командувач: генерал Анте Мошков
  - Штаб: Загреб
- 2-га хорватська піхотна дивізія
  - Командувач: генерал Мірко Грегурич
  - Штаб: Загреб
- 3-тя хорватська піхотна дивізія
  - Командувач: генерал Степан Міфек
  - Штаб: Вінковці
- 4-та хорватська піхотна дивізія
  - Командуючий: генерал Антун Нарделлі
  - Штаб: Двор-на-Уні
- 5-та Хорватська десантно-штурмова дивізія
  - Командувач: генерал Рафаель Бобан
  - Штаб: Б'єловар
- 6-та хорватська піхотна дивізія
  - Командувач: генерал Владимир Метикош
  - Штаб: Баня-Лука
- 7-ма хорватська гірська дивізія
  - Командувач: генерал Степан Перчич
  - Штаб: Нова Капела, Батрина
- 8-ма хорватська піхотна дивізія
  - Командувач: генерал Роман Доманік
  - Штаб: Сараєво
- 9-та хорватська гірська дивізія
  - Командувач: генерал Божидар Цорн
  - Штаб: Мостар
- 10-та хорватська піхотна дивізія
  - Командир: генерал Іван Томашевич
  - Штаб: Бихач
- 11-та хорватська піхотна дивізія
  - Командир: полковник Юрай Рукавина
  - Штаб: Госпич
- 12-та хорватська піхотна дивізія
  - Командир: полковник Славко Цесарич
  - Штаб: Брчко
- 13-та хорватська піхотна дивізія
  - Командир: генерал Томіслав Рольф
  - Штаб: Карловаць
- 14-та хорватська піхотна дивізія
  - Командир: полковник Ярослав Шотола
  - Штаб: Брод-на-Саві
- 15-та хорватська піхотна дивізія
  - Командир: генерал Зорко Чудина
  - Штаб: Добой
- 16-та хорватська запасна дивізія
  - Командувач: генерал Миливой Дурбешич
  - Штаб: Загреб
- 18-та хорватська піхотна дивізія

## Доля командирів

### Страчені
- Анте Мошков
- Мірко Грегурич
- Степан Міфек
- Антун Нарделлі
- Владимир Метикош
- Роман Доманік
- Божидар Цорн
- Іван Томашевич
- Юрай Рукавина
- Зорко Чудина
- Мійо Шкоро

### Нез'ясовано
- Рафаель Бобан
- Ярослав Шотола
- Миливой Дурбешич

### Емігрували
- Степан Перичич
- Славко Цесарич

### Покінчив життя самогубством
- Томіслав Рольф

## Звання та знаки розрізнення

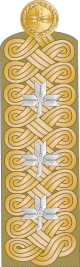
General pukovnik (генерал-полковник)
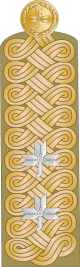
General poručnik (генерал-лейтенант)
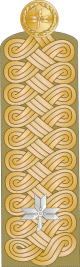
General (генерал)
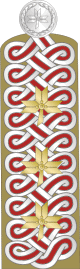
Pukovnik (полковник)
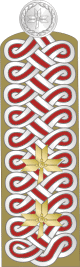
Podpukovnik (підполковник)
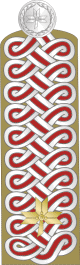
Bojnik (майор)
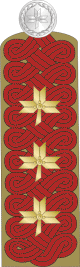
Nadsatnik (надсотник)
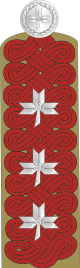
Satnik (сотник)
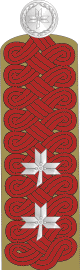
Natporučnik (надпоручник)
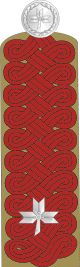
Poručnik (поручник)
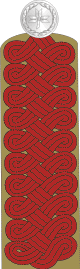
Zastavnik (хорунжий)
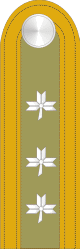
Časnički namjesnik (прапорщик)
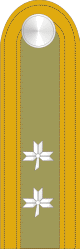
Stožerni stražnik (штаб-сержант)
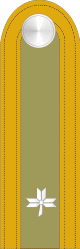
Stražnik (сержант)
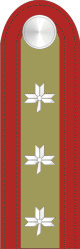
Vodnik (молодший сержант)
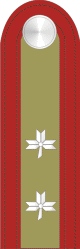
Rojnik (капрал)
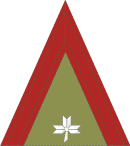
Dorojnik (молодший капрал)
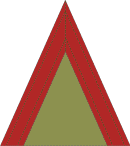
Strielac (рядовий першого класу)
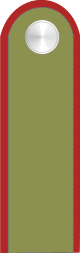
Vojnik (рядовий)